# Pip Taylor
Pip Taylor (* 3. März 1980 in Sydney) ist eine ehemalige australische Triathletin.

## Werdegang
Pip Taylor betreibt Triathlon seit 1999. 2000 wurde die damals 20-Jährige in Mexiko Dritte bei der Aquathlon-Weltmeisterschaft der International Triathlon Union (ITU).
2003 wurde sie in Ungarn Weltmeisterin mit der australischen Frauen-Staffel – im Team mit Mirinda Carfrae und Nikki Butterfield (3 × 250 m Schwimmen, 6,67 km Radfahren und 1,67 km Laufen).
Im Februar 2009 wurde sie australische Meisterin auf der Triathlon-Langdistanz und im Juli gewann sie auf der Mitteldistanz (1,9 km Schwimmen, 90 km Radfahren und 21,1 km Laufen) den Vineman Ironman 70.3. 2010 wurde sie hinter Carrie Lester nationale Vize-Meisterin auf der Langdistanz.
Seit 2013 ging Pip Taylor nach einer Pause und der Geburt ihrer Tochter wieder im Triathlon-Weltcup an den Start. Seit 2015 tritt sie nicht mehr international in Erscheinung.
Pip Taylor lebt in Lennox Head an der Nordküste Australiens.

## Sportliche Erfolge
| Datum/Jahr    | Rang | Wettbewerb                                      | Austragungsort       | Zeit     | Bemerkung                                                                      |
| ------------- | ---- | ----------------------------------------------- | -------------------- | -------- | ------------------------------------------------------------------------------ |
| 29. Nov. 2015 | 9    | Ironman 70.3 Western Sydney                     | Penrith City         | 04:41:32 |                                                                                |
| 10. Juli 2011 | 5    | 5150 Boulder                                    | Boulder              | 02:14:30 |                                                                                |
| 13. Nov. 2010 | 18   | Ironman 70.3 World Championship                 | Clearwater           | 04:50:16 |                                                                                |
| 19. Sep. 2010 | 3    | Ironman 70.3 Branson                            | Branson              |          |                                                                                |
| 6. Juni 2010  | 2    | Ironman 70.3 Kansas                             | Lawrence             | 04:24:29 | wie schon im Vorjahr Zweite hinter der Siegerin Chrissie Wellington            |
| 21. Feb. 2010 | 2    | OTU Australian Long Course Championships        | Huskisson            | 04:06:55 | Australische Vize-Meisterin (2 km Schwimmen, 83 km Radfahren und 20 km Laufen) |
| 25. Okt. 2009 | 9    | ITU Long Distance Triathlon World Championships | Perth                | 04:31:55 | [ 3 ] [ 4 ]                                                                    |
| 27. Sep. 2009 | 8    | Ironman 70.3 Augusta                            | Augusta (Georgia)    | 04:28:23 | [ 5 ]                                                                          |
| 19. Juli 2009 | 1    | Vineman Ironman 70.3                            | Sonoma County        | 04:20:04 | [ 6 ]                                                                          |
| 22. Feb. 2009 | 1    | OTU Australian Long Course Championships        | Huskisson            | 04:22:31 | australische Meisterin                                                         |
| 2009          | 2    | Ironman 70.3 Kansas                             | Lawrence             | 04:19:42 | Zweite hinter der Siegerin Chrissie Wellington                                 |
| 2008          | 2    | Ironman 70.3 Austin                             | Austin               |          | Zweite beim Auftaktrennen für die neue Saison am 5. Oktober 2008 in Texas.     |
| 3. Juni 2007  | 2    | Escape from Alcatraz Triathlon                  | San Francisco        |          |                                                                                |
| 2007          | 3    | Eagleman Ironman 70.3                           | Cambridge (Maryland) |          |                                                                                |
| 2007          | 4    | New York City Triathlon                         | New York City        |          |                                                                                |
| 31. Juli 2003 | 1    | ITU Triathlon Team World Championship           | Tiszaujvaros         | 01:11:11 | Weltmeisterin Staffel, mit Mirinda Carfrae und Nikki Butterfield               |
| 2002          | 2    | Noosa Triathlon                                 | Noosa                |          |                                                                                |
| 13. Mai 2001  | 16   | ITU Triathlon World Cup                         | Rennes               | 02:04:19 |                                                                                |

| Datum/Jahr    | Rang | Wettbewerb                        | Austragungsort | Zeit  | Bemerkung                                                                     |
| ------------- | ---- | --------------------------------- | -------------- | ----- | ----------------------------------------------------------------------------- |
| 28. Okt. 2000 | 3    | ITU Aquathlon World Championships | Cancún         | 33:48 | Aquathlon-Weltmeisterschaft (2,5 km Laufen, 1 km Schwimmen und 2,5 km Laufen) |

(DNF – Did Not Finish)